# Mandakranta Sen
Mandakranta Sen (bengalisch মন্দাক্রান্তা সেন, Mandākrāntā Sen; * 15. September 1972 in Kolkata, Westbengalen) ist eine indische Dichterin.
Von 1991 bis 1997 studierte sie Medizin, brach aber kurz vor ihrer Abschlussprüfung das Studium ab, um sich ganz auf ihre schriftstellerische Tätigkeit zu konzentrieren. Neben mehreren Gedichtbänden hat sie einige Romane, Kurzgeschichten, Versdramen und Essays in ihrer bengalischen Muttersprache publiziert. Mit 27 Jahren gewann sie 1999 als bisher jüngste Dichterin den Ananda Puraskar. 2004 erhielt sie den Golden Jubilee Young Writers’ Award der indischen Literaturakademie (Sahitya Akademi). Im Frühjahr 2006 gab sie im Rahmen der Leipziger Buchmesse und im Oktober/November gleichen Jahres zahlreiche Lesungen in Deutschland.
Neben Mallika Sengupta gilt sie als eine der bengalischsprachigen Dichterinnen Indiens, die in den Jahrzehnten um den Jahrtausendwechsel mit einer feministischen Agenda auf sich aufmerksam machten und gegen den patriarchalen Diskurs anschrieben.

## Gedichtbände
- Mandakranta Sen: Alles im Zeichen der Nacht. Gedichte aus Bengalen. Heidelberg: Draupadi Verlag 2006, ISBN 3-937603-09-3.